# Atmósfera de Mercurio
Mercurio, siendo el más cercano al Sol, con un campo magnético débil y la masa más pequeña de los planetas terrestres reconocidos, tiene una atmósfera muy tenue y altamente variable (exosfera ligada a la superficie) que contiene hidrógeno, helio, oxígeno, sodio, calcio, potasio y vapor de agua, con un nivel de presión combinado de aproximadamente 10-14 bar (1 nPa). Las especies exosféricas se originan en el viento solar o en la corteza planetaria. La luz solar empuja los gases atmosféricos lejos del Sol, creando una cola similar a un cometa detrás del planeta.
La existencia de una atmósfera mercuriana fue polémica hasta 1974, aunque en ese momento se había formado un consenso de que Mercurio, como la Luna, carecía de una atmósfera sustancial. Esta conclusión se confirmó en 1974 cuando la sonda espacial no tripulada Mariner 10 descubrió solo una tenue exosfera. Más tarde, en 2008, se obtuvieron mediciones mejoradas por la nave espacial MESSENGER, que descubrió magnesio en la exosfera de Mercurio.

## Composición

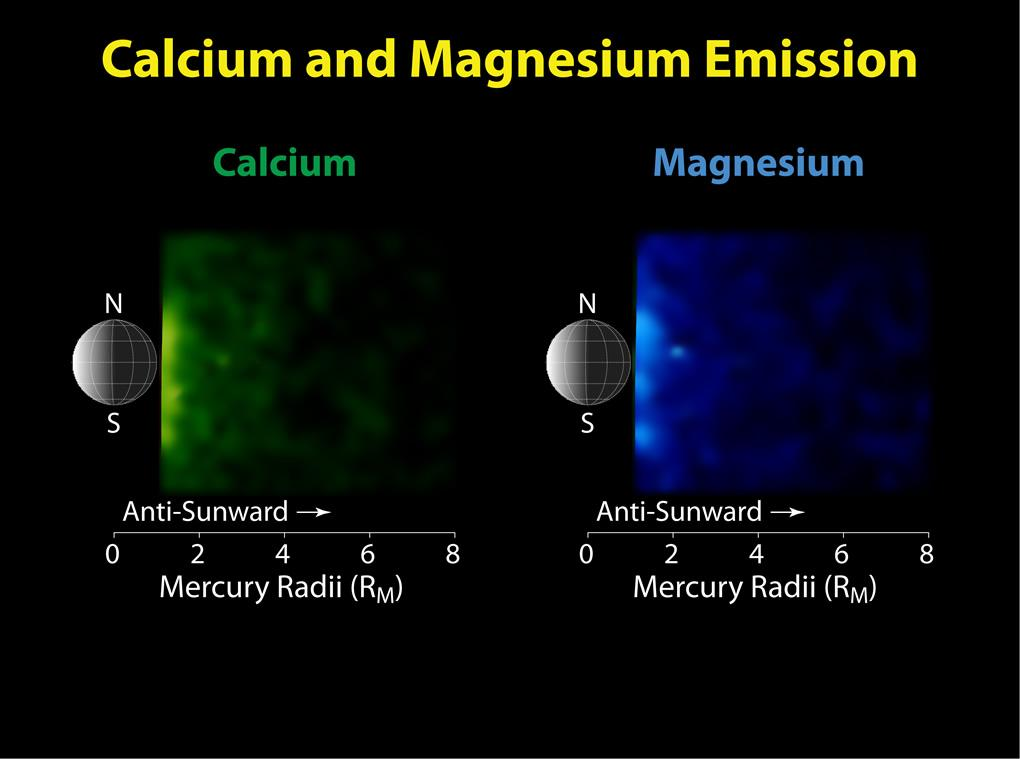
Ca y Mg en la cola

La exosfera de Mercurio consiste en una variedad de especies originarias del viento solar o de la corteza planetaria. Los primeros componentes descubiertos fueron hidrógeno atómico (H), helio (He) y oxígeno atómico (O), que fueron observados por el fotómetro de radiación ultravioleta de la sonda espacial Mariner 10 en 1974. Se estimó que las concentraciones cercanas a la superficie de estos elementos variaban de 230 cm−3 para el hidrógeno a 44 000 cm−3 para el oxígeno, con una concentración intermedia de helio. En 2008, la sonda MESSENGER confirmó la presencia de hidrógeno atómico, aunque su concentración parecía más alta que la estimación de 1974. Se cree que el hidrógeno exosférico y el helio de Mercurio provienen del viento solar, mientras que es probable que el oxígeno sea de origen cortético.
La cuarta especie detectada en la exosfera de Mercurio fue el sodio (Na). Fue descubierto en 1985 por Drew Potter y Tom Morgan, quienes observaron sus líneas de emisión Fraunhofer a 589 y 589,6 nm. La densidad media de la columna de este elemento es de aproximadamente 1 × 1011 cm−2. Se observa que el sodio se concentra cerca de los polos, formando puntos brillantes. Su abundancia también aumenta cerca del terminador del amanecer en comparación con el terminador del crepúsculo. Algunas investigaciones han afirmado una correlación de la abundancia de sodio con ciertas características de la superficie como Caloris o puntos brillantes de radio; sin embargo, estos resultados siguen siendo controvertidos. Un año después del descubrimiento del sodio, Potter y Morgan informaron que el potasio (K) también está presente en la exosfera de Mercurio, aunque con una densidad de columna dos órdenes de magnitud menor que la del sodio. Las propiedades y la distribución espacial de estos dos elementos son muy similares. En 1998 se detectó otro elemento, el calcio (Ca), con una densidad de columna tres órdenes de magnitud inferior a la del sodio. Las observaciones de la sonda MESSENGER en 2009 mostraron que el calcio se concentra principalmente cerca del ecuador, lo contrario de lo que se observa para el sodio y el potasio. Otras observaciones de Messenger reportadas en 2014 señalan que la atmósfera se complementa con materiales vaporizados de la superficie por meteoros tanto esporádicos como en una lluvia de meteoros asociados con el cometa Encke.
En 2008, el Espectrómetro de Plasma de Imágenes Rápidas (FIPS) de la sonda MESSENGER descubrió varios iones moleculares y diferentes en las proximidades de Mercurio, incluyendo H2O+ (vapor de agua ionizado) y H2S+ (sulfuro de hidrógeno ionizado). Sus abundancias en relación con el sodio son de aproximadamente 0,2 y 0,7, respectivamente. Otros iones como H3O+ (hidronio), OH (hidroxilo), O2+ y Si+ también están presentes. Durante su sobrevuelo de 2009, el canal del Espectrómetro Ultravioleta y Visible (UVVS) del Espectrómetro de Composición Atmosférica y Superficial de Mercurio (MASCS) a bordo de la nave espacial MESSENGER reveló por primera vez la presencia de magnesio en la exosfera de Mercurio. La abundancia cercana a la superficie de este componente recién detectado es aproximadamente comparable a la del sodio.

## Propiedades
Las observaciones ultravioletas de Mariner 10 han establecido un límite superior en la densidad de la superficie exosférica en aproximadamente 105 partículas por centímetro cúbico. Esto corresponde a una presión superficial inferior a 10−14 bar (1 nPa).
La temperatura de la exosfera de Mercurio depende de la especie y de la ubicación geográfica. Para el hidrógeno atómico exosférico, la temperatura parece ser de aproximadamente 420 K, un valor obtenido tanto por Mariner 10 como por MESSENGER. La temperatura para el sodio es mucho más alta, alcanzando 750-1500 K en el ecuador y 1500-3500 K en los polos. Algunas observaciones muestran que Mercurio está rodeado por una corona caliente de átomos de calcio con una temperatura entre 12 000 y 20 000 K. A principios de la década de 2000, se realizó una simulación de la exosfera de Na de Mercurio y su variación temporal para identificar el proceso fuente que suministraba especies de la corteza a la exosfera. Procesos como: la evaporación, la difusión desde el interior, la pulverización catódica por fotones e iones energéticos, la pulverización química por fotones y la vaporización meteorítica se probaron. Sin embargo, la evaporación proporciona la coincidencia más fuerte cuando se comparan los cambios en la exosfera de sodio con la distancia solar y la hora del día con las observaciones de 2001 de la cola de sodio de Mercurio.

### Cola

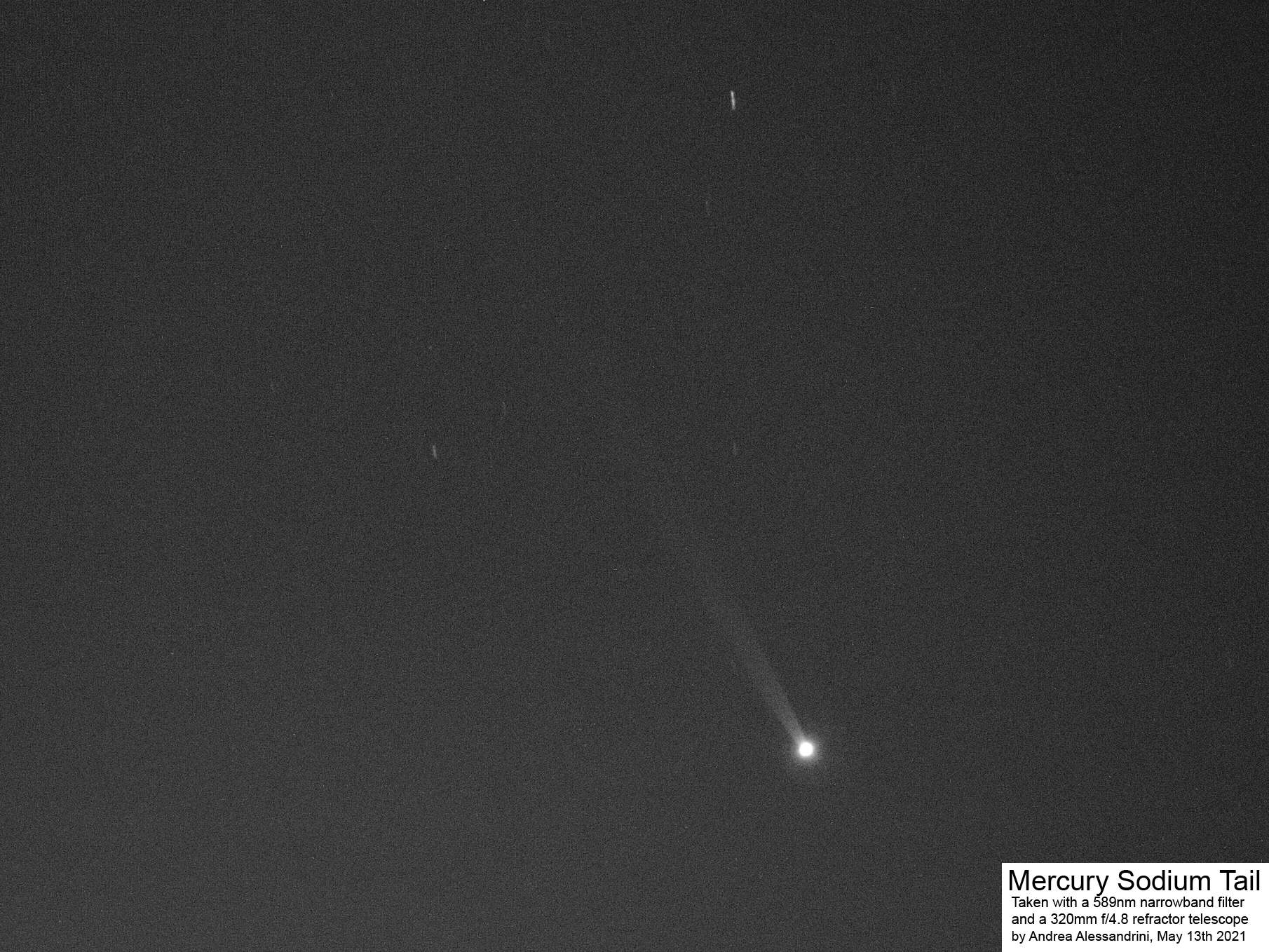
Cola de sodio, fotografiada por un aficionado en Italia

Debido a la proximidad de Mercurio al Sol, la presión de la luz solar es mucho más fuerte que cerca de la Tierra. La radiación solar empuja los átomos neutros lejos de Mercurio, creando una cola similar a un cometa detrás de él. El componente principal en la cola es el sodio, que se ha detectado más allá de 24 millones de kilómetros (1000 RM) del planeta. Esta cola de sodio se expande rápidamente a un diámetro de unos 20 000 km a una distancia de 17 500 km. En 2009, MESSENGER también detectó calcio y magnesio en la cola, aunque estos elementos sólo se observaron a distancias inferiores a 8 RM.

## Dificultad de observación

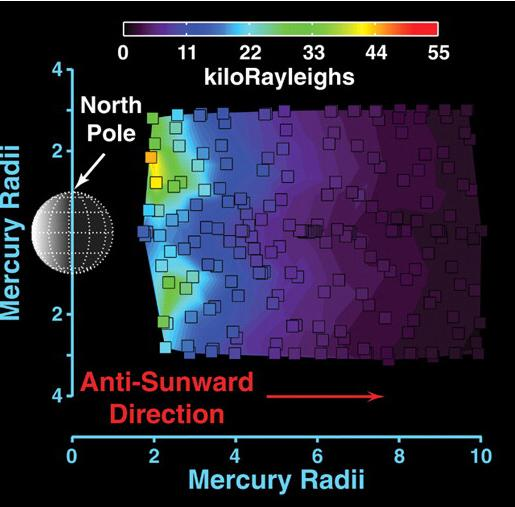
Cola de sodio

Mercurio es el planeta menos explorado del sistema solar interior debido a las muchas dificultades de observación. La posición de Mercurio vista desde la Tierra siempre está muy cerca del Sol, lo que causa desafíos al tratar de observarlo. El telescopio espacial Hubble y otros sistemas de imágenes espaciales establecidos en la Tierra tienen sensores altamente sensibles para que puedan observar objetos del espacio profundo. No deben dirigirse hacia el Sol, para que su poderosa radiación no destruya dichos sensores.
En cambio, los sobrevuelos y las misiones orbitales a Mercurio pueden estudiar el planeta y recibir datos precisos. A pesar de que Mercurio está más cerca de la Tierra que Plutón, la órbita de transferencia de la Tierra a Mercurio requiere más energía. Mercurio está tan cerca del Sol, las sondas espaciales que van allí se aceleran a medida que se acercan, debido a la atracción gravitacional del Sol. Esto requiere el uso de retrocohetes, que utilizan combustible que la sonda debe llevar en lugar de mejores instrumentos.